# Ramularia chamaedryos
Ramularia chamaedryos är en svampart som först beskrevs av Lindr., och fick sitt nu gällande namn av Gunnerb. 1967. Ramularia chamaedryos ingår i släktet Ramularia och familjen Mycosphaerellaceae.   Inga underarter finns listade i Catalogue of Life.